# 孔雀座ω
孔雀座ω，又名CP-60 7213，HD 175329、SAO 254423、HR 7127，是孔雀座的一颗恒星，视星等为5.14，位于銀經335.92，銀緯-24.18，其B1900.0坐标为赤經18h 49m 43.2s，赤緯-60° -24.18′ 55″。